# Expansión agrícola

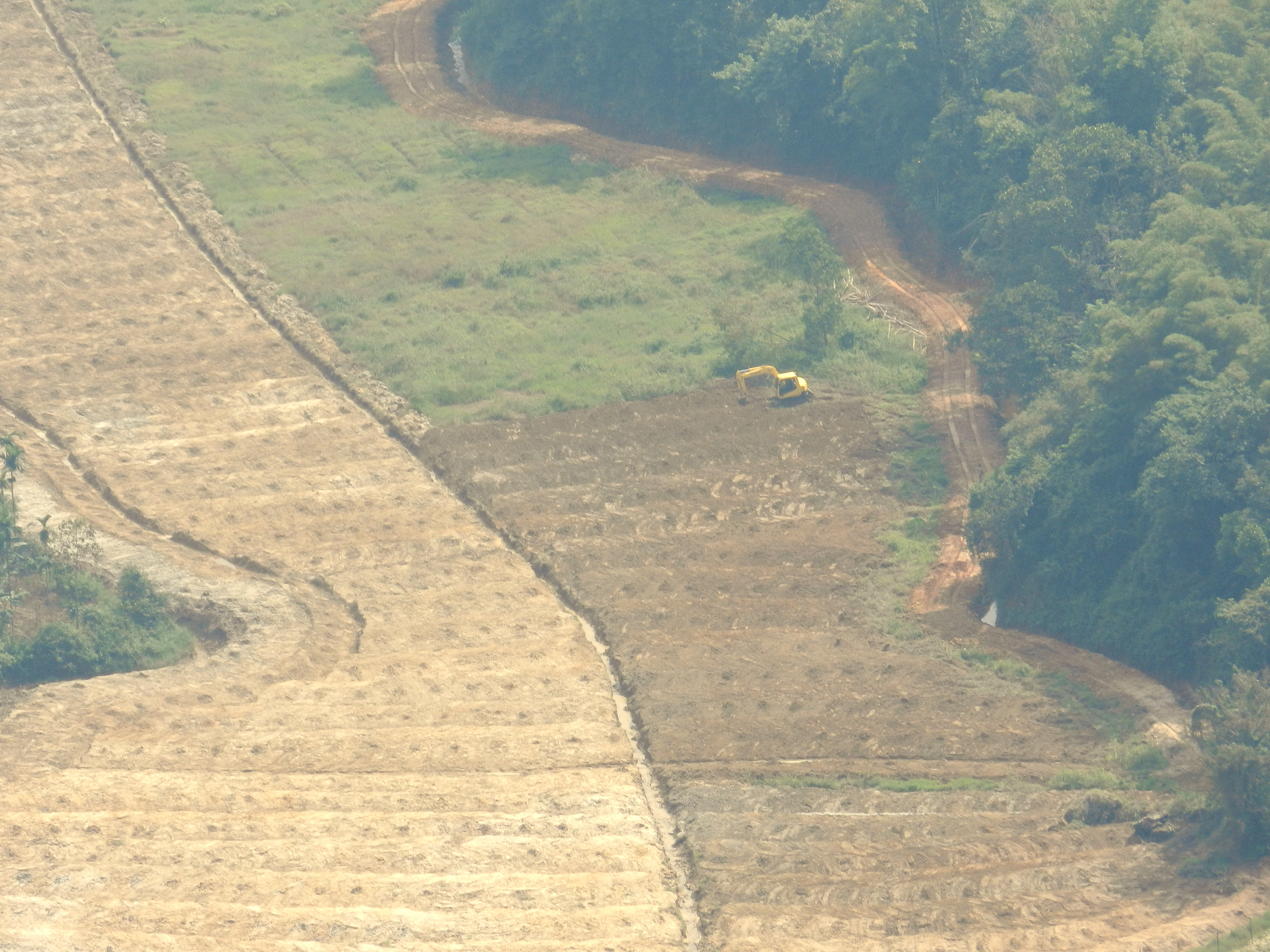
Expansión agrícola en Agumbe, Ghats occidentales

La expansión agrícola describe el crecimiento de la tierra agrícola (tierra cultivable, pastos, etc.) en el siglo XXI como consecuencia directa de la sobrepoblación humana, con una población estimada de entre 10.000 y 11.000 millones de personas a finales de este siglo y la seguridad alimentaria y energética necesaria. Se prevé que la mayoría de los ecosistemas terrestres y acuáticos no agrícolas del mundo se verán afectados negativamente (pérdida de hábitat, degradación de la tierra). La intensificación de la producción de alimentos y biocombustibles afectará especialmente a las regiones tropicales.
La mayoría de la agricultura moderna se basa en métodos intensivos. La expansión de los tipos de agricultura predominantes que se basan en un pequeño número de cultivos altamente productivos ya ha conducido a una pérdida significativa de biodiversidad a escala mundial. A la luz de los efectos ecológicos masivos ya existentes y potenciales, la necesidad de prácticas sostenibles es más urgente que nunca.
La FAO predice que el uso mundial de la tierra cultivable continuará creciendo de 1.580 millones de hectáreas en 2014 a 1.660 millones de hectáreas en 2050, y se prevé que la mayor parte de este crecimiento provendrá de los países en desarrollo. Al mismo tiempo, es probable que el uso de la tierra cultivable en los países desarrollados siga disminuyendo.
Un ejemplo bien conocido de la expansión agrícola ya en curso es la proliferación de áreas de producción de aceite de palma o la conversión/deforestación de tierras para la producción de soja en Sudamérica. Las actividades actuales de acaparamiento de tierras son a menudo una consecuencia de la lucha por la tierra agrícola por parte de las economías en crecimiento.